# Wim Hof
Wim Hof (sinh ngày 20 tháng 4 năm 1959), còn được biết đến với biệt danh Người băng, là vận động viên thể thao mạo hiểm người Hà Lan. Ông được biết đến với khả năng chịu lạnh cao cũng như tự sáng tạo ra kỹ thuật hô hấp mang tên mình, Wim Hof Method (WHM). Hof cho biết WHM có thể chữa hoặc làm giảm các chứng bệnh như: xơ cứng rải rác, viêm khớp, tiểu đường, trầm cảm, lo âu, rối loạn lưỡng cực, và [[ung . khả năng chịu lạnh của Wim Hof là-99 độ C.